# 恆星標識目錄
恒星標識目錄（ Catalog of Stellar Identifications，CSI）是一種星表，它被設計與建立成便於在不同星表之間交叉引用。截至1983年，它包含了約44萬顆恆星的名稱和基本數據，是通過合併史密森尼天體物理天文臺的SAO星表、HD星表、AGK2/3、開普敦攝影星表、開普敦地區目錄、耶魯大學區域目錄、開普敦暗星目錄、和博斯星表。它包含恆星座標、星等、光譜類型、自行以及與前面提到的星表中的名稱的交叉引用。它還提供了許多其他目錄的交叉引用，如與CSI相關的目視雙星索引星表。CSI最終成為SIMBAD恆星資料庫的一部分。